# Région de Somerset
La région de Somerset (en anglais : Somerset Region) est une zone d'administration locale située dans l'État du Queensland, en Australie, dont le siège est Esk.

## Géographie
La zone s'étend sur 5 379 km2 dans le Queensland du Sud-Est, au nord-ouest de l'agglomération de Brisbane. Sa partie sud est baignée par le Brisbane.
Elle comprend les villes d'Esk et Kilcoy, ainsi que les localités de Coominya, Fernvale, Glamorganvale, Glenfern, Harlin, Hazeldean, Jimna, Linville, Lowood, Minden, Monsildale, Moore, Toogoolawah, Villeneuve et Winya.

## Histoire
La région est créée le 15 mars 2008 par la fusion des comtés d'Esk et de Kilcoy. 

## Démographie
| 2011   | 2016   | 2021   |
| ------ | ------ | ------ |
| 21 639 | 24 597 | 25 057 |

## Politique et administration
Le conseil comprend le maire et six autres membres, élus pour un mandat de quatre ans. Les dernières élections ont eu lieu le 28 mars 2020.

### Liste des maires
| Période    | Période  | Identité       | Étiquette | Qualité |
| ---------- | -------- | -------------- | --------- | ------- |
| avril 2008 | en cours | Graeme Lehmann |           |         |

La zone est rattachée à la circonscription de Blair pour les élections fédérales et à celles de Lockyer et Nanango pour les élections à l'Assemblée législative du Queensland.